# Broussonetia papyrifera
Шовковиця паперова, брусонетія паперова, паперове дерево — вид листяних дерев родини шовковицеві (Moraceae).

## Будова
Рослина набуває форми куща чи дерева від 10 ло 20 метрів висоти. Листя може бути від 15 до 20 см, має зазубрений край, з нижнього боку світліше та покрите волосинками. Проте воно може набувати різноманітних форм навіть на одному і тому самому дереві.

## Життєвий цикл
Вид має чоловічі та жіночі особини, що квітнуть різними квітками. Тичинкова квітка — це пухнаста сережка до 8 см, маточкова — круглої форми до 2 см. Кісточкові плоди (червоні чи оранжеві) з'являються у кластерах. Скидає листя на зиму. Надзвичано витривала рослина, що може сильно розростатися і перетворюватися на «бур'ян». Розповсюдження відбувається через тварин і пташок, що їдять плоди, так і через надзвичайно широку кореневу систему.

## Поширення та середовище існування
Росте у листопадних дощових лісах, у долинах та ущелинах в Китаї, горах Південно-Східної Азії. Культивується на островах Тихого океану. Може почуватися добре як у холодних степах Китаю, так і на тропічному острові Фіджі.

## Практичне використання
На островах Океанії з відбитої кори виготовляють дерев'яну неткану матерію, «тапу». Волокна рослини слугують матеріалом для виготовлення риболовних снастей, паперу, тканин в Східній Азії.
Плоди та приготовлене листя їстівне.

## Галерея

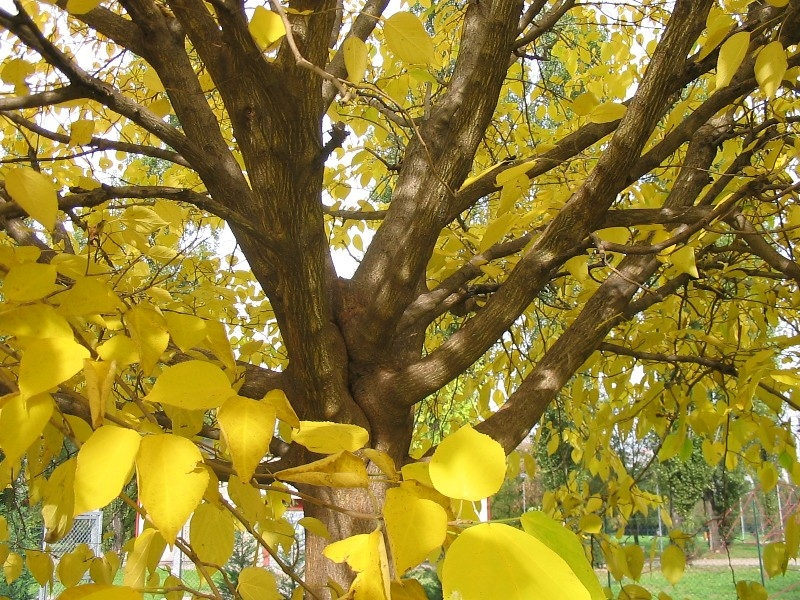
Листя восени
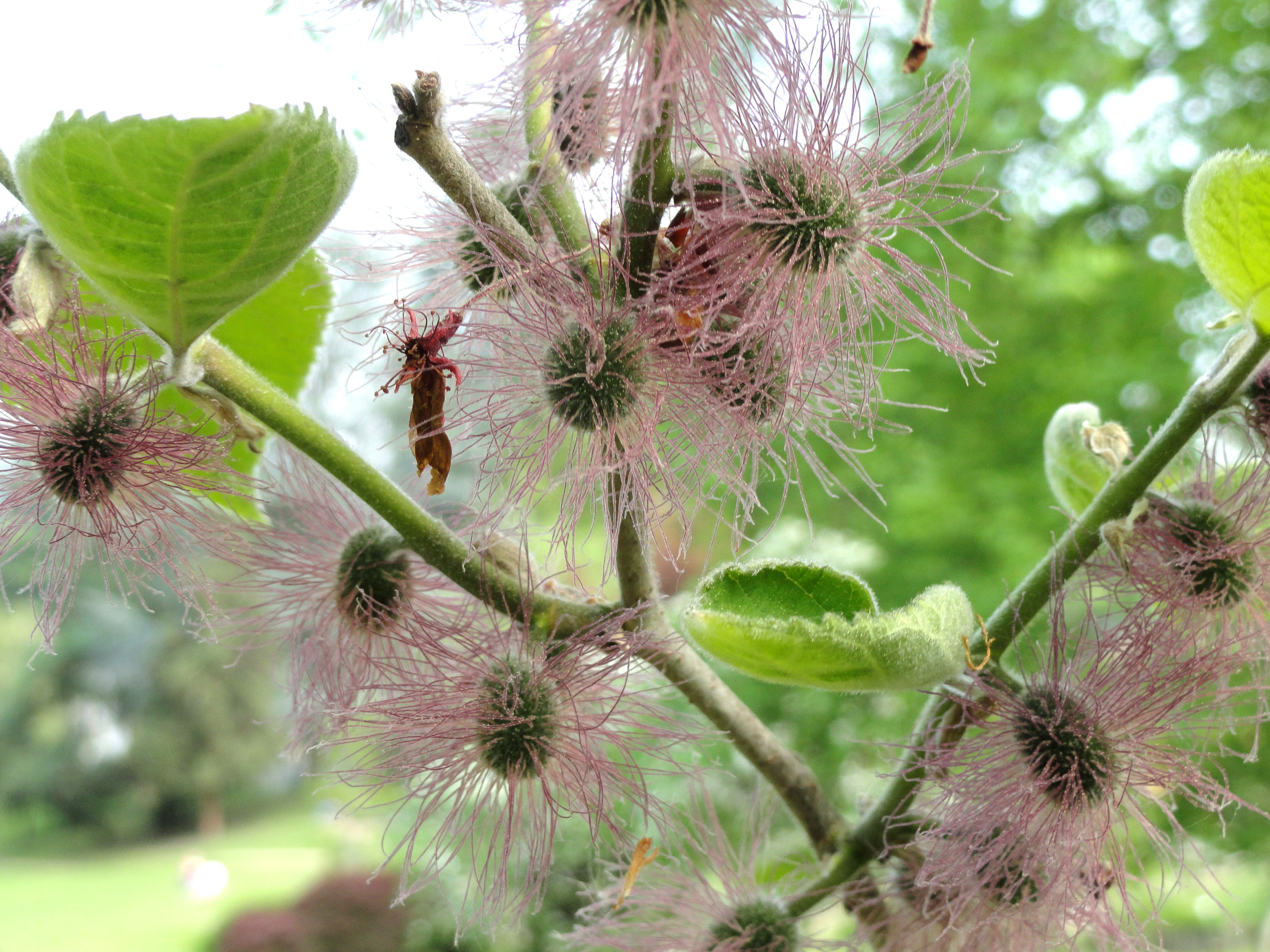
Жіночі квіти
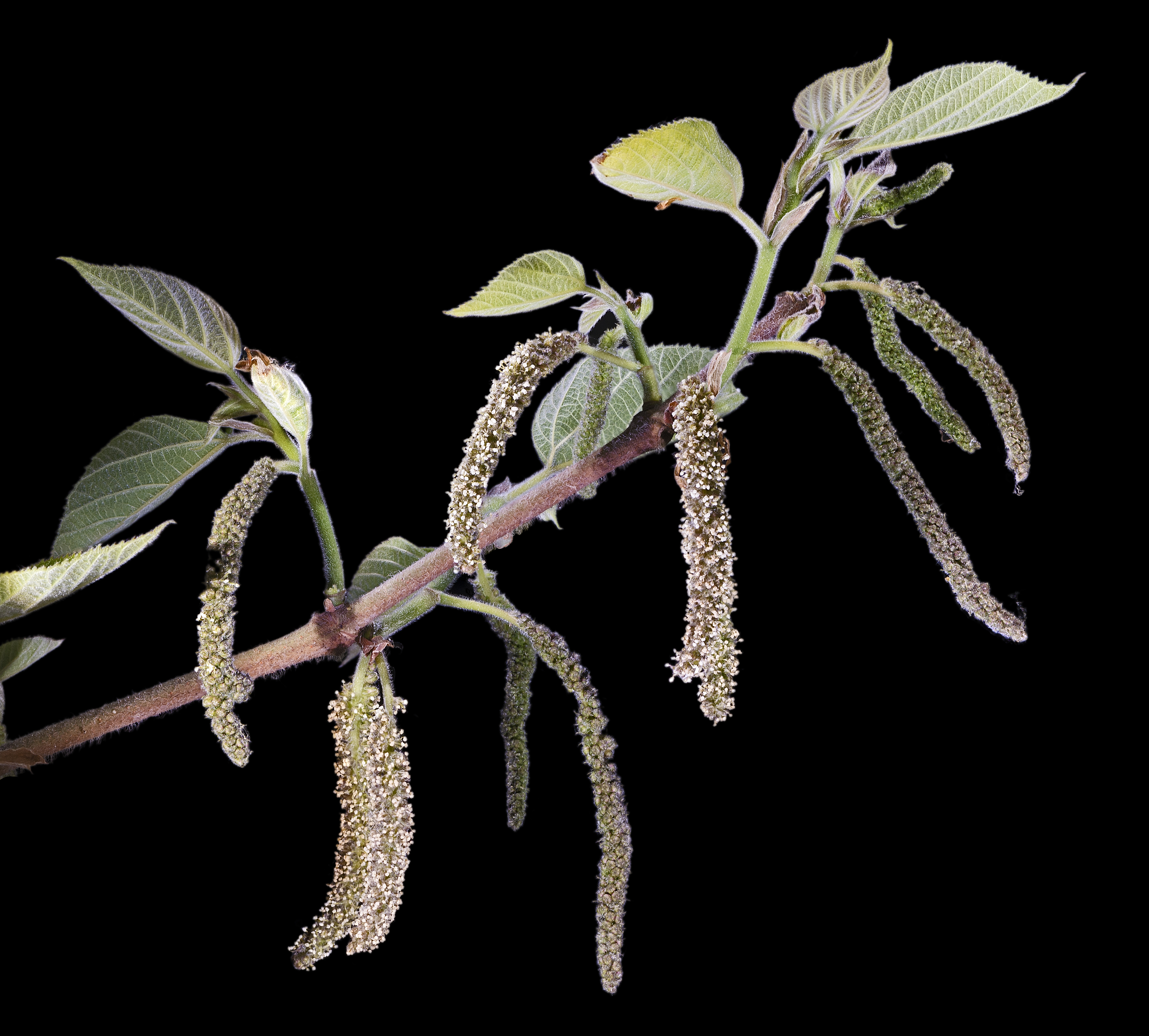
Чоловічі квіти
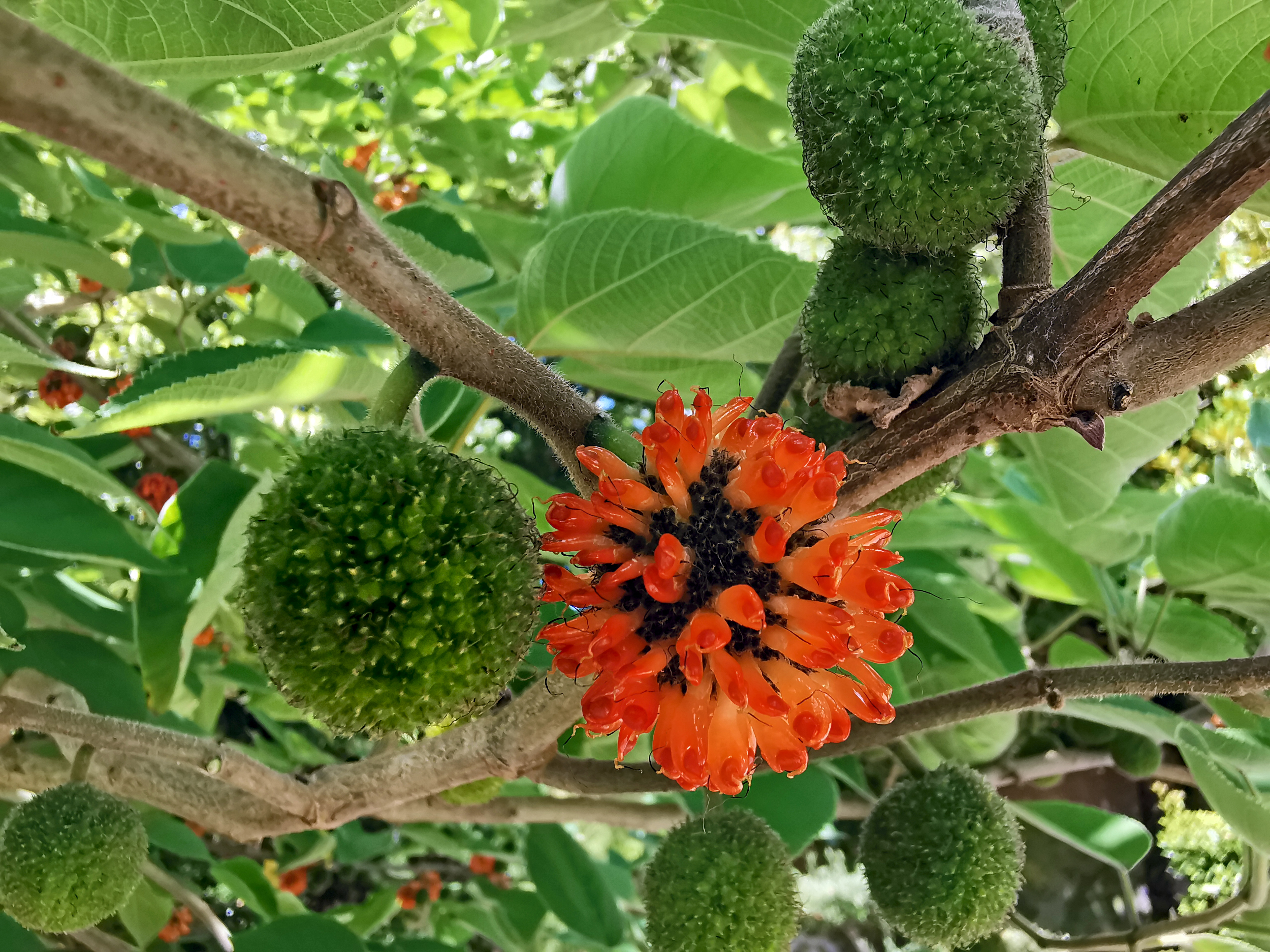
Плоди
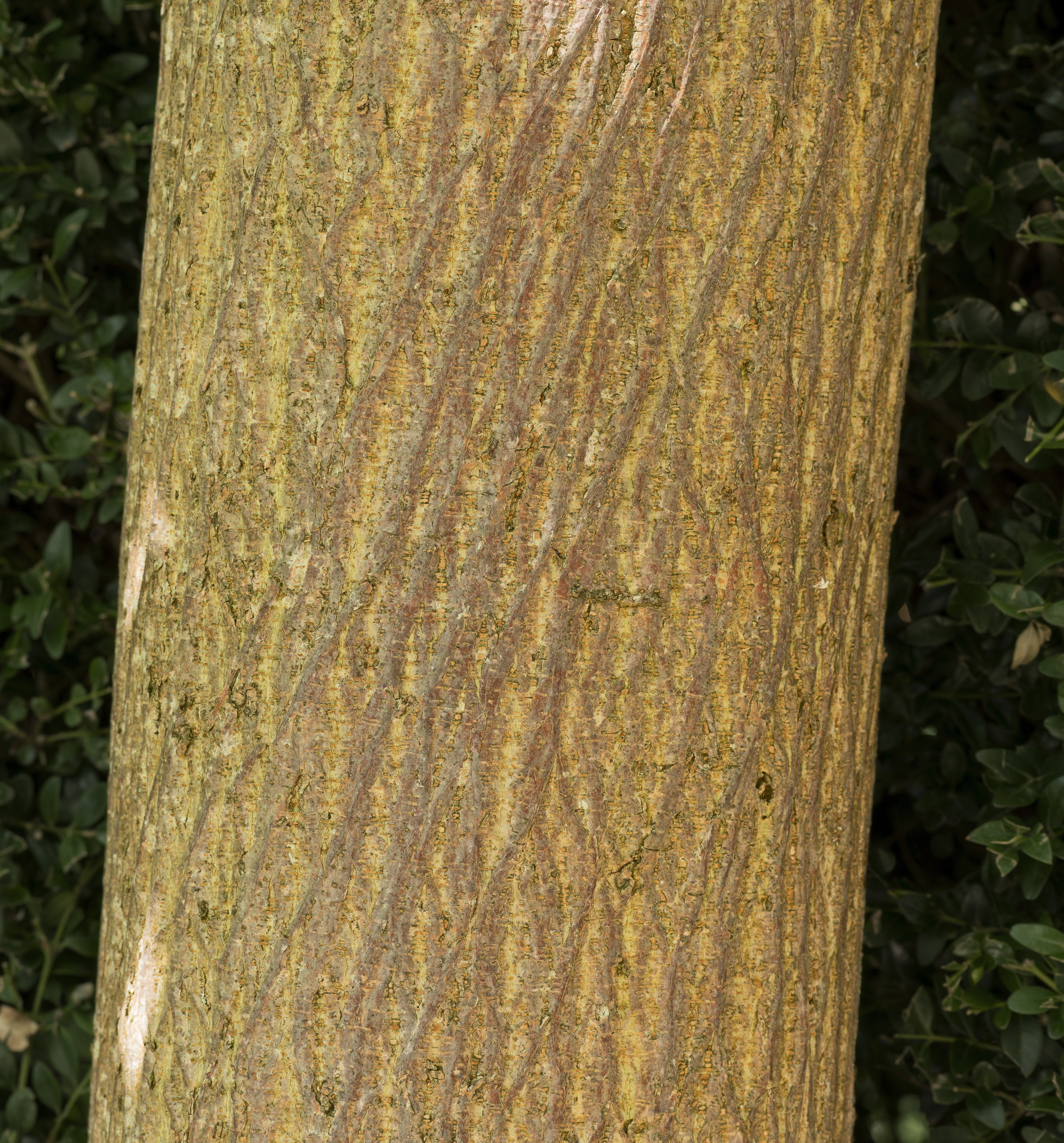
Текстура стовбура
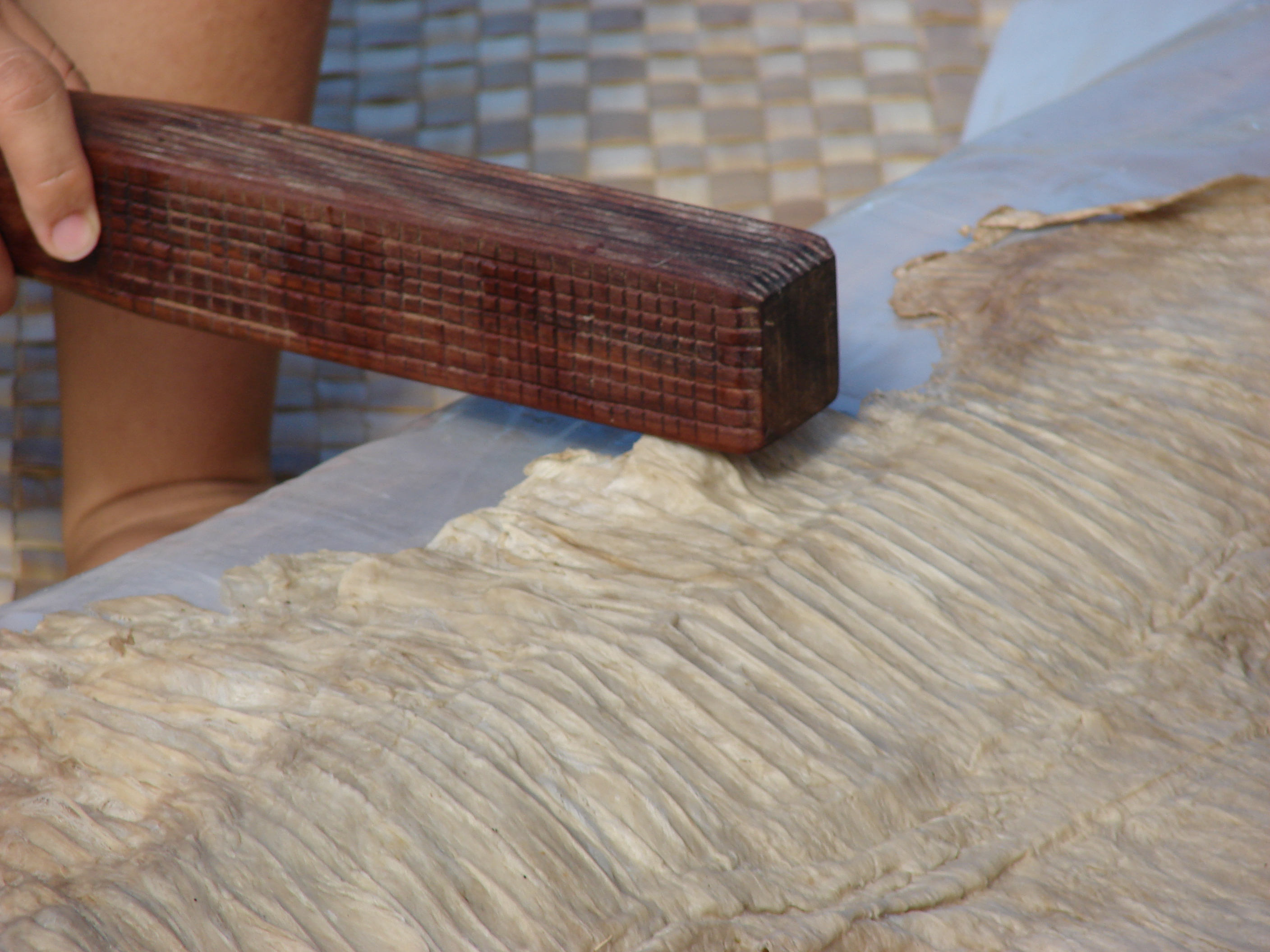
Виробництво «тапи»